# Vulcanologia de Venus

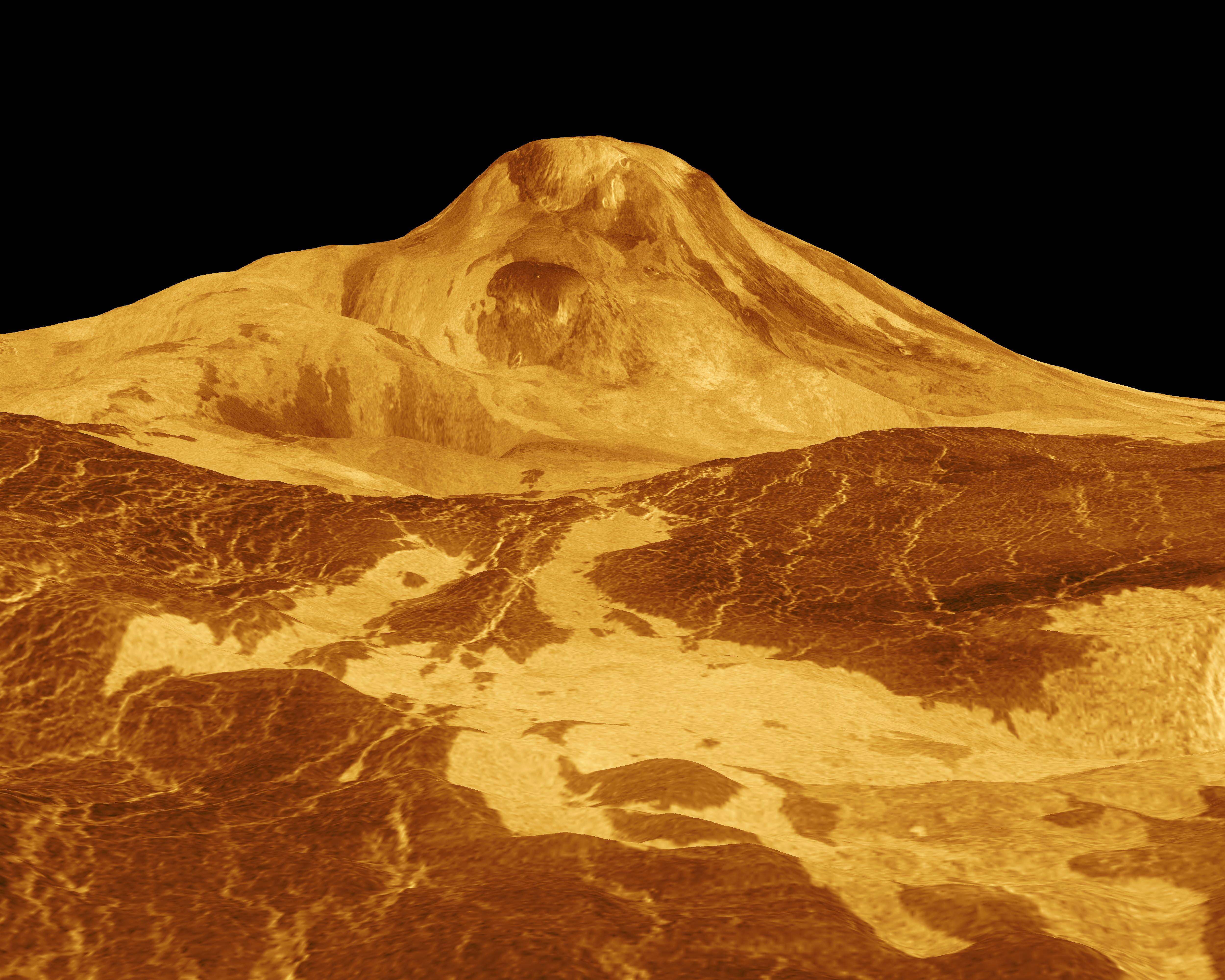
El volcà Maat Mons de 8 km d'alçada es mostra en aquesta vista en perspectiva de la superfície de Venus, amb l'escala vertical multiplicada per 22,5. Basat en imatges de radar de Magellan.

La superfície de Venus està dominada per trets volcànics i té més volcans que qualsevol altre planeta del Sistema Solar. Té una superfície de 90% de basalt, i aproximadament el 65% del planeta està format per un mosaic de planes de lava volcànica que indica que el vulcanisme va tenir un paper important en la configuració de la seva superfície. Hi ha més de 1.000 estructures volcàniques i la possible reestructuració periòdica de Venus per inundacions de lava. El planeta pot haver tingut un gran esdeveniment global de reestructuració fa uns 500 milions d'anys, del que els científics poden comprendre des de la densitat dels cràters d'impacte a la superfície. Venus té una atmosfera rica en diòxid de carboni, amb una densitat que és 90 vegades més gran que l'atmosfera de la Terra.
Encara que hi ha més de 1.600 volcans importants a Venus, cap d'ells se sap que no estan en erupció en l'actualitat i la majoria són probablement extingits. Tanmateix, el sondeig de radar realitzat per la sonda Magellan va revelar evidència d'una activitat volcànica relativament recent en el volcà més alt de Venus, Maat Mons, en forma de fluxos de cendra a prop del cim i en el flanc nord. Tot i que moltes línies d'evidència suggereixen que Venus és probable que sigui volcànicament actiu, les erupcions actuals de Maat Mons no han estat confirmades

## Tipus de volcans
Venus té volcans escut, fluxos de lava molt estesos i alguns volcans inusuals anomenats farra i estructures "similars a paparres" que no estan presents a la Terra. Els volcans farra tenen fins a 15 km (9,3 milles) de diàmetre i menys d'1 km (0,62 milles) d'alçada i són 100 vegades més grans que els formats a la Terra. En general s'associen amb les corones i tessel·les (grans regions de terreny altament deformat, doblegat i fracturat en dues o tres dimensions, són exclusius de Venus). Es creu que les creps estan formades per lava altament viscosa i rica en sílice que entra en erupció sota l'alta pressió atmosfèrica de Venus.

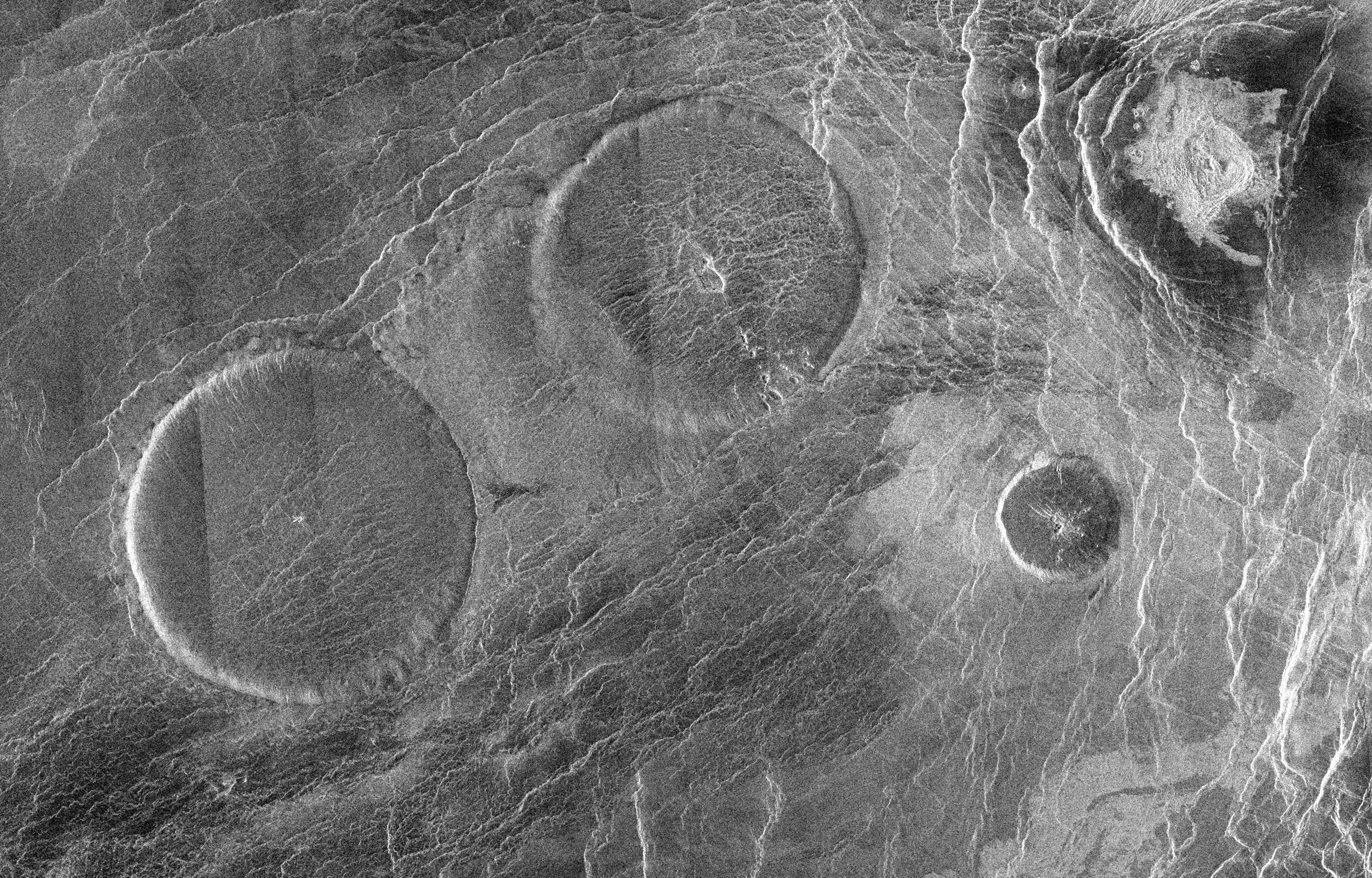
Mosaic de radar de dues farra de 65 km (40 milles) d'ample (i menys d'1 km (0,62 milles) altes) a la regió d'Eistla de Venus

Les estructures similars a paparres es diuen cúpules de marge escamoses. Sovint es diuen paparres perquè apareixen com cúpules amb nombroses potes. Es creu que han patit esdeveniments de rebuig massiu, com esllavissades de terra en els seus marges. De vegades es poden veure dipòsits de runes disperses al voltant d'ells.

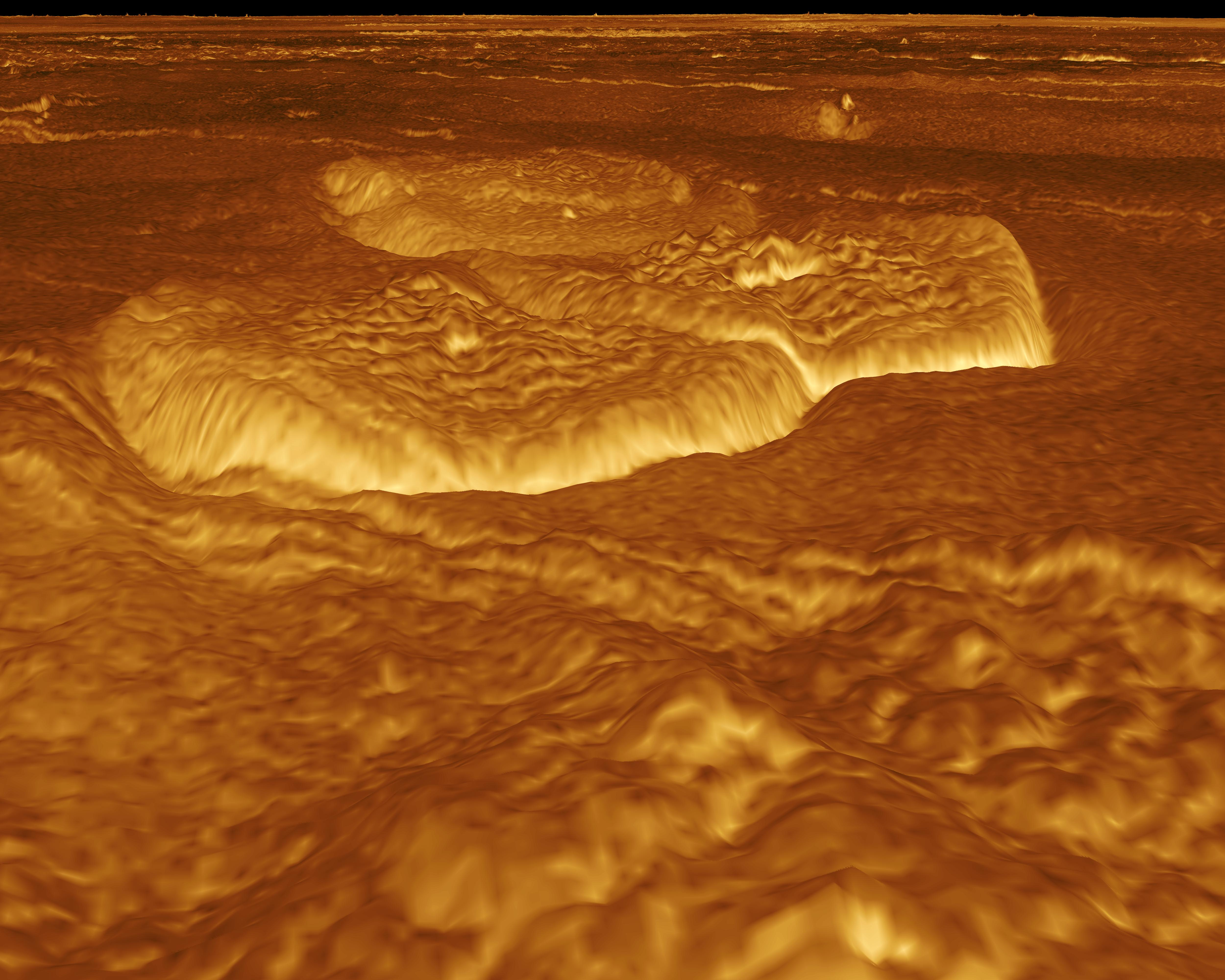
Vista en perspectiva generada per ordinador de les farra a l'Alpha Regio de Venus

A la Terra, els volcans són principalment de dos tipus:volcans escut i compostos o estratovolcans. Els volcans escut, per exemple els de Hawaii, expulsen el magma de les profunditats de la Terra en zones anomenades punts calents. La lava d'aquests volcans és relativament fluida i permet la fuita de gasos. Els volcans compostos, com el Mont Saint Helens i el Mont Pinatubo, estan associats amb plaques tectòniques. En aquest tipus de volcà, l'escorça oceànica d'un plat llisca per sota de l'altra en una zona de subducció, juntament amb una entrada d'aigua de mar, produint una lava gomosa que restringeix la sortida dels gasos, i per aquest motiu, els volcans compostos tendeixen a erupcions més violentes.

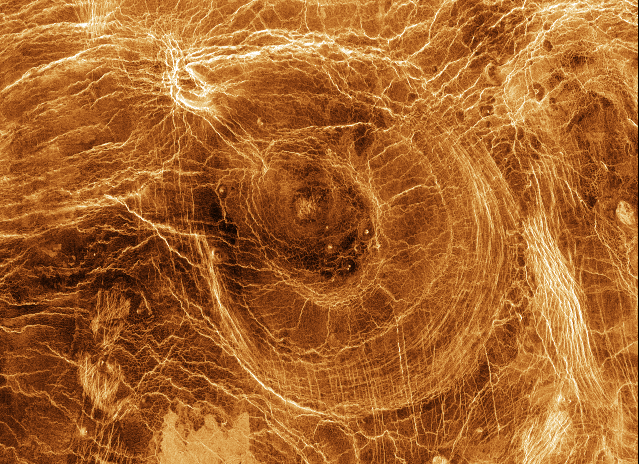
Característiques de la superfície aracnoide a Venus

A Venus, on no hi ha plat tectònic ni aigua de mar, els volcans són majoritàriament de tipus d'escut. No obstant això, la morfologia dels volcans a Venus és diferent: a la Terra, els volcans de l'escut poden ser unes poques desenes de quilòmetres d'ample i fins a 10 km (6,2 milles) d'altitud en el cas del Mauna Kea, mesurada des del fons marí. A Venus, aquests volcans poden cobrir centenars de quilòmetres de superfície, però són relativament plans, amb una alçada mitjana de 1,5 km (0,93 milles). Els grans volcans fan que la litosfera de Venus es flexioni a causa de les seves enormes càrregues verticals, produint fosses flexibles i/o fractures d'anells al voltant dels edificis. La gran càrrega de l'edifici del volcà també causa que les càmeres de magma es fracturen en un patró semblant a la de la soldadura, que afecta la propagació de magma sota la superfície.
Altres característiques úniques de la superfície de Venus són novae (xarxes radials de dics o grabens) i aracnoides. Una nova es forma quan s'extrusionen grans quantitats de magma a la superfície per formar crestes i trinxeres radiants que són altament reflectores per al radar. Aquests dics formen una xarxa simètrica al voltant del punt central on va sorgir la lava, on també hi pot haver una depressió provocada per l'enfonsament de la cambra magmàtica.
Els aracnoides es diuen així perquè s'assemblen a una teranyina, amb diversos ovals concèntrics envoltats per una complexa xarxa de fractures radials similars a les d'una nova. No se sap si les 250 característiques identificades com aracnoides en realitat comparteixen un origen comú, o són el resultat de diferents processos geològics.

## Activitat volcànica recent
El vulcanisme a Venus ha tingut lloc en els darrers 2,5 milions d'anys; tanmateix, no hi ha cap prova absoluta de que un volcà a Venus hagi sorgit recentment. Les imatges de radar recents mostren més de 1.000 estructures volcàniques i proves de possibles reestructuracions periòdiques del planeta per inundacions de lava. A més de les imatges de radar, hi ha evidència que s'ha produït un vulcanisme, inclòs un canvi inusual en la quantitat de gas de diòxid de sofre en l'atmosfera superior. El diòxid de sofre és un component important de volcànic desgasificació volcànica. No obstant això, el diòxid de sofre a la baixa atmosfera roman estable. Això podria significar que un canvi en l'atmosfera global va provocar que la concentració de diòxid de sofre augmentés per sobre dels núvols. Tot i que el canvi en l'atmosfera pot ser evidència que hi ha hagut volcans en erupció a Venus, és difícil determinar si es van produir o no. El març de 2014, es va trobar la primera evidència directa del vulcanisme en curs, en forma de flaixos d'infrarojos sobre les vores de la zona de l'esquerdes Ganis Chasma, a prop del volcà escut Sapas Mons. Aquests "flaixos" es van detectar durant dos o tres dies consecutius de la Terra el 2008 i 2009 i es creu que es produeixen per gasos calents o per lava alliberada per erupcions volcàniques. Els científics sospiten que hi ha tres volcans que poden estar actius: Maat Mons, Ozza Mons i Sapas Mons.

### Llampecs
Els llampecs a Venus poden servir com a diagnòstic del vulcanisme o de la convecció atmosfèrica, de manera que s'ha dedicat cert esforç a detectar possibles llampecs sobre Venus. No s'ha observat cap raig, però l'evidència més convincent és l'emissió radiofònica de baixa freqüència (VLF) registrada sota els núvols per les quatre sondes Venera. L'orbitador japonès Akatsuki està cercant un llampec visible a Venus, entre altres objectius científics.

### Exploració
A l'abril de 2010, Suzanne E. Smrekar et al. va publicar que el Venus Express Venus Express va observar tres volcans que han tingut erupcions fa uns 250.000 anys o menys, el que suggereix que Venus es ressorgeix periòdicament pels fluxos de lava. Ha proposat dues missions a Venus per dilucidar el planeta: Venus Origins Explorer (VOX), i VERITAS. Mentrestant, la nau espacial japonesa Akatsuki ha estat orbitant Venus des de desembre de 2015 i un dels seus objectius és escanejar un vulcanisme actiu amb les seves càmeres infraroges.